# Ches Themann
Ches Themann (* 1954 in Warschau) ist ein österreichischer Opernregisseur und Pädagoge für Musiktheater.

## Leben
Geboren wurde Themann in Warschau als Sohn einer altösterreichischen Künstler- und Diplomatenfamilie aus Wien, Prag, Lemberg und Tschernowitz. Ein Cousin seiner Mutter war Oskar Teller, Gründer des Kabaretts „Die Arche“, dessen Tochter die Opernsängerin Friedl Teller. Seine Kindheit verbrachte er in Deutschland, Italien, Spanien und der Schweiz, bevor sich seine Eltern in Wien niederließen, wo er vorerst die Vienna International School besuchte, bevor er an das Amerlinggymnasium überwechselte, wo er ersten Musikunterricht bei dem Komponisten Horst Ebenhöh erhielt. Nach der Matura am neusprachlichen Gymnasium in Salzburg studierte er Musiktheorie, Gitarre, Instrumental- und Gesangspädagogik, sowie Dirigieren und Musiktheaterregie am Mozarteum, ferner Musikwissenschaft an der Universität Salzburg. Zu seinen Lehrern gehörten dabei Komponisten wie Cesar Bresgen, Franz Richter Herf, Ernst Ludwig Leitner und Helmut Eder, sowie Nikolaus Harnoncourt für Alte Musik. Ein weiterer Komponist, Gerhard Wimberger war sein Lehrer für Dirigieren, seine Ausbildung zum Regisseur erhielt er bei Robert H. Pflanzl (Sohn des Bassisten Heinrich Pflanzl, Schüler und Assistent des Regisseurs Günther Rennert).
Neben seinen Studien übernahm Themann eine erste Position als Regieassistent beim Salzburger Fest in Hellbrunn, wo er über Jahre hindurch als letzter Assistent des Regisseurs Oscar Fritz Schuh bis zu dessen Tod tätig war. Weitere Lehrjahre verbrachte er als Assistent u. a. von Wolfgang Glück, Imo Moszkowicz, Ernö Weil, Günther Könemann, Wolfgang Weber, Wolfgang Kersten, John Cox sowie in Italien Vera Bertinetti und Renzo Giacchieri. 1982 erhielt Themann gleich nach dem Abschluss seiner Studien sein erstes Engagement als Regieassistent an das Landestheater Salzburg unter der Intendanz von Federik Mirdita. Diese Position ermöglichte ihm eine erste Tätigkeit bei den Salzburger Festspielen, wo er bis 1986 bei zahlreichen Opernproduktionen die Abendspielleitung innehatte. Weitere Aufträge in ähnlichen Positionen führten ihn parallel zum Carinthischen Sommer Ossiach sowie als Spielleiter von Neueinstudierungen bereits zu internationalen Opernhäusern und Festivals wie dem Teatro Filarmonico Verona und der Arena Sferisterio in Macerata.
Seit 1986 hatte er am Salzburger Landestheater die Positionen eines Szenischen Studienleiters und Disponenten für den szenischen Dienst im Betriebsbüro, sowie des Spielleiters für Musiktheater inne, in der er zahlreiche Neueinstudierungen und Wiederaufnahmen für den Spielbetrieb in allen Salzburger Spielstätten aufbereitete (genannt seien Die Fledermaus im Gr. Festspielhaus, Hermann Preys Figaro im Landestheater sowie Mozarts Il re pastore für die Salzburger Mozartwoche).
Nach Beendigung seines Vertrages am Landestheater war er zwei Jahre szenischer Leiter von Operntourneen für die Agentur Jungbluth (1991 durch Japan zum Mozartjahr sowie 1992 nach Bilbao und Sevilla aus Anlass der Weltausstellung). Seither ist Themann sowohl als Regisseur als auch als Lehrer international als Gast tätig. Von 1996 bis 2010 leitete er die Agenden für Wissenschaft und Kunst am Honorarkonsulat der Republik Polen in Salzburg und rief dabei Kooperationen und Projekte zwischen österreichischen und polnischen Kulturinstitutionen ins Leben. 2002 zeichnete er im Rahmen dieser Funktion für die Organisation der Salzburger Veranstaltungen zum Polenjahr 2002 in Vorbereitung des polnischen EU-Beitritts verantwortlich. Im Jahr 2015 initiierte Ches Themann in Wien eine Kooperation zwischen dem Polnischen Institut und dem Pygmalion-Theater aus Anlass des Jubiläumsjahres „250 Jahre öffentliches Theater in Polen“. Er kuratierte dabei die Festwochen „Mrozek-Tribute“, zu denen er auch als eigenen Beitrag eine Zusammenstellung von Highlights aus dem Gesamtwerk von Slawomir Mrozek unter dem Titel Mrozek-Revue in seiner eigenen Inszenierung als zentralen Beitrag beisteuerte, und leitete im Rahmenprogramm eine Podiumsdiskussion zum Thema „Theater und Politik in Polen“. Für die Festschrift zum Jubiläumsjahr Es war Leben, kein Schauspiel verfasste er den Artikel „Reflexionen“ über die Bedeutung von Slawomir Mrozek für das heutige Theater.
2016 widmete Themann seine Inszenierung von Slawomir Mrozeks Theaterstück Der Botschafter in Villingen-Schwenningen seinem langjährigen Freund, dem Architekten und Bühnenbildner Horst Lechner. Lechner war als Bühnenbildner engagiert, verstarb aber während der Vorarbeiten. Ches Themann vollendete das Bühnenbild selbst in Lechners Sinne. 2017 folgte Beaumarchais "Figaros Hochzeit" in einer Freiluftaufführung für die Sommerspiele Villingen.

## Lehre, Publikationen, Gründungen
Ches Themann entwickelte eine eigene neue Methodik für darstellerische Mittel für das Musiktheater. Diese Methodik entwickelte er an der Sommerakademie in Fermo. Bei der Internationalen Sommerakademie Mozarteum konnte sie im Rahmen seiner dortigen Lehrtätigkeit der Fachwelt präsentiert werden.
- Landesmusikschulwerk Salzburg (inkl. Lehrerfortbildung)
- Accademia Internazionale d'Estate di Fermo
- Internationale Sommerakademie Mozarteum Salzburg
- Opernstudio des Theatre National du Luxembourg 2002
- Universität Mozarteum Salzburg (Gastsemester 2008)
- Gastkurse in den Gesangsklassen der Privat-Musikuniversität Wien, Prayner Konservatorium Wien, Lehrervereinigung St. Gallen (Lehrerfortbildung) u. a. mit Gesangsprofessoren wie Manfred Equiluz, Patricia Wise, Norman Shetler (Lied), Helena Lazarska, Christiana Serafin de Ocampo.

Im Rahmen sowohl seiner Regie- als auch Lehrtätigkeit entstanden zahlreiche Publikationen für Programmhefte, Festival-Almanache und pädagogische Schriften. Buchpublikation als Mitherausgeber und Coautor: Keinem seine Gestalt. Stadtentwicklung an der Grenze, Pustet 1997 (als Endergebnis einer Gasttätigkeit als Vortragender und Gastkritiker an der ETH Zürich am Institut für Architektur und Städteplanung).
Im Dezember 2011 gründete er mit Kollegen das Ensemble Szene XX – The New Chamber Opera of Europe mit Sitz in Wien, das europaweit die kleinformatigen Genres des Musiktheaters pflegen und fördern, sowie sie für die Verwendung in der Lehre wieder zugänglich machen soll, und dessen Leitung er bis 2014 innehatte.
Seither ist er wieder international als Gastregisseur und Gastprofessor tätig.

## Regiearbeiten (Auswahl)
in Österreich, Deutschland, Italien, Polen, Schweiz, Spanien, Kroatien
Klassisches Repertoire
u.a. mit Werken von Mozart, Georg Kreisler, Peter Maxwell Davies, Luigi Dallapiccola, Udo Zimmermann, Giuseppe Verdi, Händel,
sowie im Schauspiel von Peter Handke, Pavel Kohout, Slawomir Mrozek, Caron de Beaumarchais, u.a.
Uraufführungen
Ches Themanns Arbeiten stehen unter dem Eindruck, den die zahlreichen Komponisten unter seinen Lehrern hinterlassen haben. Dadurch ist er mit den Musikschaffenden seiner Zeit und Generation in Kontakt geblieben. Zahlreiche Uraufführungsinszenierungen waren die Folge. Seine Inszenierung der Uraufführung von Franz Hummels An der schönen blauen Donau (nach Ödön von Horváth) bei den Frankfurt Festen wurde 1994 von der Zeitschrift Opernwelt zur besten Uraufführung des Jahres gewählt.
- Klemens Vereno: Opernparodie Il Cor Mangiato – Das gefressene Herz (nach Boccaccio, Salzburg 1979)
- Cesar Bresgen: Salzburger Passion (Salzburg 1983). Diese Inszenierung wurde 1984 vom ORF als Spielfilm an den Originalschauplätzen der Handlung verfilmt.
- Robert Stolz: Wiener Café (posthum in Zusammenarbeit mit der Familie des Komponisten zu seinem 110. Geburtstag): Staatstheater Breslau, Operettenhaus, Dezember 1989
- Axel Seidelmann: Hiob (Neue Oper Wien, Festival Klangbogen 1994)
- Hans Zinkl: Music for a While (Welser Stadttheater Greif 1994)
- Kurt Böhm: Das kalte Herz (Opernhaus Kiel, Dezember 1995)
- Michael Hazod: Asyl (nach Maxim Gorki, Anton Bruckner Centrum Ansfelden, dem Geburtsort Bruckners, 2001)
- Erling Wold: Pontius Pilatus (Theateraufstand Wels 2002)
- "Meine Menschen sind aus Stein" (szenische Einrichtung der Biographie der französischen ersten Bildhauerin Camille Claudel von Ches Themann:

Tourneeproduktion während der Corona-Pandemie)